# Tatsuya Shiji
Tatsuya Shiji (jap. 志治 達朗, Shiji Tatsuya; * 20. Oktober 1938) ist ein ehemaliger japanischer Fußballnationalspieler.
Shiji absolvierte seinen einzigen Einsatz in einem Freundschaftsspiel gegen die Auswahl Malaysias. Dabei gelang ihm ein Treffer. Weitere Berufungen folgten nicht mehr.